# Enchelei
Gli Enchelei (in greco antico: Ἐγχέλιοι/Ἐγχελεῖς?, Enchelioi/Encheleis, in latino Enchelii/Encheleae) erano una tribù illirica che abitava l'Enchelea (in greco antico: Ἐγχέλη, Enchele?), una regione che si estendeva intorno al lago di Ocrida e nella Lincestide, tra l'attuale Albania, Macedonia del Nord e Grecia.
Confinavano a est con i Macedoni, a ovest con i Taulanti, a nord con i Dardani e a sud con i Dassareti.

## Mitologia
Secondo la mitologia greca, il capostipite degli Enchelei era Encheleo, uno dei figli di Illirio. 
Nella mitologia greca si fa riferimento a Cadmo, un principe della Fenicia che arrivò con sua moglie Harmonia tra gli Enchelei e li aiutò a costruire molte città sulle rive del lago di Ocrida, tra cui Lychnidus (Ocrida) e sull'Adriatico, tra cui Bouthoe (Budua). Secondo la leggenda, per assicurarsi la vittoria contro le altre tribù illiriche, gli Enchelei consigliati dall'oracolo, scelsero Cadmo come loro sovrano.